# Dahlia's Tear
Dahlia's Tear é uma banda sueco de dark ambient e industrial

## Discografia

### Álbuns de estúdio
| Ano  | Título                                                                                             | Gravadora              |
| 2011 | Dreamsphere                                                                                        | Cold Meat Industry     |
| 2007 | Under Seven Skies                                                                                  | Thonar Records         |
| 2007 | My Rotten Spirit Of Black                                                                          | Alcor Productions      |
| 2005 | Harmonious Euphonies Supernatural Traumas Mesmerising Our Existences In Radient Corpuscle Galaxies | Ravenheart Productions |